# SS Belgic (1885)
SS Belgic byl zaoceánský parník společnosti White Star Line vybudovaný v roce 1885 v loděnicích Harland & Wolff v Belfastu. Poháněn byl parou, měl jeden komín a jeden lodní šroub. Sloužil na australských linkách, kam převážel i imigranty. Později byl pronajat společnosti Occidental and Oriental Line, pod kterou sloužil na trase San Francisco - Jokohama - Hongkong. V roce 1899 byl prodán společnosti Atlantic Transport Line a přejmenován na Mohawk.